# Слов'янські театральні зустрічі
Слов'янські театральні зустрічі — щорічний міжнародний фестиваль, що організований Чернігівським обласним академічним українським музично-драматичним театром імені Т. Г. Шевченка у 1990 році.

## Історія
Фестиваль започаткований у 1990 році як Міжрегіональний з ініціативи директорки театру О. П. Латиш. У 1992 році фестиваль набув статусу Міждержавного і відтоді отримав назву «Слов'янські театральні зустрічі».
У березні 2002 року цей фестиваль увійшов до реєстру щорічних театральних заходів Міністерства культури України і набув статусу міжнародного.

## Засновники фестивалю
Засновниками фестивалю є: Міністерство культури України, Чернігівська обласна Рада, Чернігівська обласна державна адміністрація, Департамент культури і туризму, національностей та релігій Чернігівської обласної державної адміністрації, Чернігівський обласний академічний український музично-драматичний театр імені Т. Г. Шевченка.
| Ліві лапки | Історія фестивалю «Слов’янські театральні зустрічі» бере початок з 90-х років минулого століття, коли вперше зустрілися три обласні театри міст Брянська, Чернігова та Гомеля, створивши фестиваль трьох театрів двобій., - Леонід Данчук | Праві лапки |

## Організатори фестивалю
Організатором проведення фестивалю є Чернігівський обласний академічний український музично-драматичний театр імені Т. Г. Шевченка відповідно до річних планів роботи Департаменту культури і туризму, національностей та релігій Чернігівської ОДА, за підтримки підприємств і установ різних форм власності, із залученням громадських, благодійних організацій, усіх зацікавлених фізичних та юридичних осіб.

## Учасники фестивалю
1. Театри України, Білорусі, країн ближнього і далекого зарубіжжя.
2. Запрошені гості.

## Термін проведення фестивалю
Міжнародний фестиваль «Слов'янські театральні зустрічі» планується проводити щороку у березні або жовтні (один раз на театральний сезон).

## Фінансове забезпечення
Фінансове забезпечення Міжнародного фестивалю «Слов'янські театральні зустрічі» здійснюється за рахунок коштів державного та обласного бюджету, власних коштів театру, спонсорської, благодійної допомоги та інших джерел надходження, не заборонених чинним законодавством.